# Bojkî (Cerkasivka), Poltava
Bojkî (în ucraineană Божки) este un sat în comuna Cerkasivka din raionul Poltava, regiunea Poltava, Ucraina.

## Demografie
Componența lingvistică a localității Bojkî
     Ucraineană (94,74%)
     Rusă (5,26%)
Conform recensământului din 2001, majoritatea populației localității Bojkî era vorbitoare de ucraineană (94,74%), existând în minoritate și vorbitori de rusă (5,26%).